# Ольчененго
Ольчененго (итал. Olcenengo) — коммуна в Италии, располагается в регионе Пьемонт, в провинции Верчелли.
Население составляет 607 человек (2008 г.), плотность населения составляет 38 чел./км². Занимает площадь 16 км². Почтовый индекс — 13040. Телефонный код — 0161.
Покровителями коммуны почитаются святые Кирик и Иулитта, празднование в третье воскресение июля.

## Демография
Динамика населения:

## Администрация коммуны
- Официальный сайт: